# Raimondo Berengario d'Aragona
Ramòn Berenguer, in italiano Raimondo Berengario d'Aragona (1308 – 1366) fu un principe aragonese, primo Conte di Prades, dal 1324 al 1341 e conte di Empúries, dal 1341 al 1364.

## Biografia
Nono figlio del re d'Aragona e di Valencia, Conte di Barcellona e delle altre contee catalane Giacomo II il Giusto e della terza consorte, Bianca di Napoli, figlia del re di Napoli, Carlo lo Zoppo e di Maria D'Ungheria, figlia - forse primogenita - di Stefano V d'Ungheria e di sua moglie, la regina Elisabetta dei Cumani. Giacomo II il Giusto era il figlio secondogenito del re d'Aragona, di Valencia e conte di Barcellona e altre contee catalane, Pietro III il Grande e di Costanza, figlia del re di Sicilia Manfredi (figlio legittimato dell'imperatore Federico II di Svevia) e di Beatrice di Savoia.
Secondo la Cronaca piniatense Raimondo Berengario era il quinto figlio maschio di Giacomo II il Giusto e Bianca di Napoli. Trascorse un lungo periodo ad Alicante, terra conquistata dal padre per la Corona d'Aragona, dove fu educato. Nel 1324, suo padre, re Giacomo II, gli creò la Contea di Prades e la baronia di Entenza. Il 4 maggio 1334, presso la Cattedrale di Barcellona, il nuovo re d'Aragona, Alfonso IV donò a Raimondo, con clausola di reversione alla corona, la città di Elche con il suo porto di Cap l'Aljub (chiamato anche Aljuge), che poi prese il nome di Pueblo Nuevo, e, infine, Santa Pola. Il 18 febbraio 1337, Raimondo concesse al consiglio di Elche il permesso di costruire una "torre" sull'isola di Santa Pola per proteggere il suo porto e i marinai dagli attacchi dei saraceni. La signoria comprendeva le città di Elche, Santa Pola, Crevillent, Aspe e Monforte del Cid, una regione ora conosciuta come Vinalopó Mitjà.
Alla morte del fratello (1336), Alfonso IV, ebbe inizialmente qualche incomprensione col nuovo re di Aragona, suo nipote, Pietro IV il Cerimonioso, ma dopo che furono appianate dall'intervento del fratello, Pietro d'Aragona, Raimondo Berengario divenne uno stretto collaboratore del re Pietro IV. Nel 1341, Raimondo Berengario cambiò la contea di Empúries con quella di Prades, col fratello Pietro d'Aragona e Angiò, come ci viene confermato dalla Crónica de San Juan de la Peña. In seguito fu di grande aiuto a suo nipote, il re Pietro IV di Aragona impegnato a sedare le rivolte nel Regno di Valencia ( 1347 - 1348 ).
Nel 1349, prese parte all'invasione della contea di Rossiglione, nella guerra contro Giacomo III di Maiorca. Nel 1356, fu inviato come ambasciatore presso papa Innocenzo VI. Nel 1363, partecipò alla difesa dei territori di Valencia contro le truppe castigliane di Pietro il Crudele. Nel 1364, secondo gli Anales de la Corona de Aragon (Zaragoza), Tome II, Raimondo Berengario, assieme al fratello, Pietro d'Aragona e ad altri nobili aragonesi rese omaggio al re di Navarra Carlo II, detto il Malvagio. Nel 1364, dopo essere rimasto vedovo per la seconda volta, Raimondo Berengario rinunciò alla Contea di Empúries, in favore del figlio, Giovanni, che lo fece imprigionare nel castello di Monells, per obbligarlo a farsi frate domenicano nel Convento di Santa Caterina di Barcellona, dove morì non molto tempo dopo.

### Matrimoni e discendenza
Nel 1327 Raimondo Berengario aveva sposato la cugina prima, Bianca di Taranto, despota di Romania, figlia del fratello di sua madre, Bianca di Napoli, il principe di Taranto, despota dell'Epiro, principe d'Acaia ed imperatore titolare di Costantinopoli, Filippo di Taranto, e sorella del Filippo, Despota di Romania, come ci viene confermato dagli Anales de la Corona de Aragon (Zaragoza), Tome II.
Raimondo Berengario da Bianca di Taranto ebbe due figlie:
- Giovanna (1330-1395), sposò Fernando Manuel signore di Villena, come conferma la Crónicas de los reyes de Castilla (Madrid), Tome I[15];
- Bianca (1334-?), sposò Ugo Folco II di Cardona, visconte e dal 1357, primo duca di Cardona.

Dopo la morte di Bianca, avvenuta nel 1337, Raimondo Berengario avrebbe desiderato sposare, Eleonora di Sicilia, anche lei sua parente, ma Papa Benedetto XII non concesse la necessaria dispensa.
Nel 1338, a Valencia, Raimondo Berengario si risposò con la cugina Maria Alvarez di Ejerica (1310-prima del 1364), figlia di Giacomo di Aragona, barone di Jérica e di Beatrice di Lauria Signora di Cocentaina, vedova di Guglielmo d'Aragona, duca di Atene, Duca di Neopatria e principe di Taranto.

Raimondo Berengario da Maria Alvarez di Ejerica ebbe l'erede maschio:
- Giovanni (1338-Castellví de Rosanes, 1398), Conte di Empúries[11].

### Ascendenza
|                               |                 |                       | Genitori                           |  |  | Nonni |  |  | Bisnonni             |  |  | Trisnonni            |  |
|                               |                 |                       |                                    |  |  |       |  |  | Giacomo I di Aragona |  |  | Pietro II di Aragona |  |
|                               |                 |                       |                                    |  |  |       |  |  | Giacomo I di Aragona |  |  | Pietro II di Aragona |  |
|                               |                 | Maria di Montpellier  |                                    |  |  |       |  |  | Giacomo I di Aragona |  |  |                      |  |
| Pietro III d'Aragona          |                 |                       |                                    |  |  |       |  |  | Giacomo I di Aragona |  |  |                      |  |
|                               |                 | Iolanda d'Ungheria    | Andrea II d'Ungheria               |  |  |       |  |  |                      |  |  |                      |  |
|                               |                 | Iolanda d'Ungheria    | Andrea II d'Ungheria               |  |  |       |  |  |                      |  |  |                      |  |
|                               |                 | Iolanda d'Ungheria    | Iolanda di Courtenay               |  |  |       |  |  |                      |  |  |                      |  |
| Giacomo II di Aragona         |                 | Iolanda d'Ungheria    |                                    |  |  |       |  |  |                      |  |  |                      |  |
|                               |                 | Manfredi di Sicilia   | Federico II di Svevia              |  |  |       |  |  |                      |  |  |                      |  |
|                               |                 | Manfredi di Sicilia   | Federico II di Svevia              |  |  |       |  |  |                      |  |  |                      |  |
|                               |                 | Manfredi di Sicilia   | Bianca Lancia                      |  |  |       |  |  |                      |  |  |                      |  |
| Costanza di Sicilia           |                 | Manfredi di Sicilia   |                                    |  |  |       |  |  |                      |  |  |                      |  |
|                               |                 | Beatrice di Savoia    | Amedeo IV di Savoia                |  |  |       |  |  |                      |  |  |                      |  |
|                               |                 | Beatrice di Savoia    | Amedeo IV di Savoia                |  |  |       |  |  |                      |  |  |                      |  |
|                               |                 | Beatrice di Savoia    | Margherita di Borgogna             |  |  |       |  |  |                      |  |  |                      |  |
| Raimondo Berengario d'Aragona |                 | Beatrice di Savoia    |                                    |  |  |       |  |  |                      |  |  |                      |  |
|                               | Carlo I d'Angiò | Luigi VIII di Francia |                                    |  |  |       |  |  |                      |  |  |                      |  |
|                               | Carlo I d'Angiò | Luigi VIII di Francia |                                    |  |  |       |  |  |                      |  |  |                      |  |
|                               | Carlo I d'Angiò | Bianca di Castiglia   |                                    |  |  |       |  |  |                      |  |  |                      |  |
| Carlo II d'Angiò              | Carlo I d'Angiò |                       |                                    |  |  |       |  |  |                      |  |  |                      |  |
|                               |                 | Beatrice di Provenza  | Raimondo Berengario IV di Provenza |  |  |       |  |  |                      |  |  |                      |  |
|                               |                 | Beatrice di Provenza  | Raimondo Berengario IV di Provenza |  |  |       |  |  |                      |  |  |                      |  |
|                               |                 | Beatrice di Provenza  | Beatrice di Savoia                 |  |  |       |  |  |                      |  |  |                      |  |
| Bianca di Napoli              |                 | Beatrice di Provenza  |                                    |  |  |       |  |  |                      |  |  |                      |  |
|                               |                 | Stefano V d'Ungheria  | Béla IV d'Ungheria                 |  |  |       |  |  |                      |  |  |                      |  |
|                               |                 | Stefano V d'Ungheria  | Béla IV d'Ungheria                 |  |  |       |  |  |                      |  |  |                      |  |
|                               |                 | Stefano V d'Ungheria  | Maria Laskarina                    |  |  |       |  |  |                      |  |  |                      |  |
| Maria Arpad d'Ungheria        |                 | Stefano V d'Ungheria  |                                    |  |  |       |  |  |                      |  |  |                      |  |
|                               |                 | Elisabetta dei Cumani | Köten, re dei Cumani               |  |  |       |  |  |                      |  |  |                      |  |
|                               |                 | Elisabetta dei Cumani | Köten, re dei Cumani               |  |  |       |  |  |                      |  |  |                      |  |
|                               |                 | Elisabetta dei Cumani | …                                  |  |  |       |  |  |                      |  |  |                      |  |
|                               |                 | Elisabetta dei Cumani |                                    |  |  |       |  |  |                      |  |  |                      |  |

### Fonti primarie
- (ES)  #ES Anales de la Corona de Aragon (Zaragoza), Tome II.
- (ES)  #ES Crónicas de los reyes de Castilla (Madrid), Tome I.
- (LA)  Crónica de San Juan de la Peña.

### Letteratura storiografica
- (ES)  Real Academia de la Historia, Pedro de Aragón.